# Gonomyia quadrifila
Gonomyia quadrifila là một loài ruồi trong họ Limoniidae. Chúng phân bố ở miền Cổ bắc.